# Triplasis americana
Triplasis americana är en gräsart som beskrevs av Ambroise Marie François Joseph Palisot de Beauvois. Triplasis americana ingår i släktet Triplasis och familjen gräs. Inga underarter finns listade i Catalogue of Life.